# Cattedrale di Lilla
La cattedrale di Nostra Signora della Pergola di Lilla è la cattedrale cattolica di Lilla, nel dipartimento francese del Nord, nella regione dell'Hauts-de-France.
Costruita in onore della Vergine Maria, la cattedrale prendeva il nome da una statua miracolosa che è stata oggetto di una particolare devozione a Lilla a partire dal XIII secolo; originariamente la cattedrale era solo una cappella votiva. 
Il progetto della sua costruzione aveva un doppio obiettivo. In primo luogo ricostruire una grande chiesa nel cuore della città dopo la distruzione, durante la Rivoluzione, della collegiata di Saint-Pierre che, per oltre seicento anni, aveva ospitato la statua di Nostra Signora della Pergola. In secondo luogo, per promuovere la creazione di una sede episcopale a Lilla che all'epoca apparteneva all'arcidiocesi di Cambrai. Si trattava, quindi di una costruzione ritenuta essenziale per stabilire lo status della città come capitale religiosa e per avere gli strumenti necessari per moralizzare una popolazione operaia in costante crescita per gli effetti della rivoluzione industriale. È per questo che l'edificio è stato pensatodai sostenitori del progetto di costruzione, come una futura cattedrale.
La sua costruzione, distribuita in quasi centocinquant'anni, iniziò simbolicamente nel 1854 con la posa della prima pietra e il lancio di un concorso internazionale per la progettazione di un edificio ispirato allo stile gotico della prima metà del XIII secolo. 
Dei 41 progetti presentati, i primi due selezionati erano progetti inglesi, tuttavia l'idea di affidare la costruzione di una chiesa in onore della Vergine Maria ad architetti stranieri di fede anglicana sollevò tali obiezioni che il progetto fu infine assegnato all'architetto di Lille Charles Leroy.
La costruzione della chiesa, iniziata nel 1856, in seguito incontrò numerose difficoltà, in particolare nella raccolta dei fondi necessari per il proseguimento dei lavor che sono stati eseguiti a più riprese, sotto la direzione di diverse generazioni di architetti, dal 1856 al 1975, e sono stati completati nel 1999 con l'installazione di una facciata molto moderna.
Originariamente semplice cappella, Nostra Signora della Pergola ricevette il titolo di basilica minore da papa Pio X nel 1904. Il 25 ottobre 1913 l'arcidiocesi di Cambrai fu divisa in due per dare vita alla diocesi di Lilla e Nostra Signora della Pergola ne divenne la cattedrale. Nel 2008 Lilla è stata elevata al rango di arcidiocesi e la cattedrale è diventata una cattedrale metropolitana, sede della cattedra arcivescovile che ha autorità sulle diocesi di Arras, Cambrai e Lilla.

## Storia
Il progetto di una nuova grande chiesa dedicata alla Madonna della Pergola e destinata a divenire cattedrale (Notre-Dame de la Treille) nasce nel 1853 ad opera della borghesia industriale della città, che attraverso una commissione creata allo scopo acquista il terreno nella città vecchia sul quale sorgeva la Motta castrale. L'anno successivo viene bandito un concorso internazionale per la progettazione dell'edificio in stile neogotico, che viene vinto da due architetti inglesi. La costruzione iniziò nel 1856 ma incontrò presto difficoltà tecniche, costi crescenti e contenziosi vari, che portarono all'interruzione dei lavori tra il 1875 e il 1889. Al primo architetto, Charles Leroy, subentrò Paul Vilain, ma le difficoltà non cessarono e i lavori procedettero lentamente e con molte interruzioni. La navata fu terminata nel 1947  e nove anni dopo il coro. Nel 1963 e per i tre anni successivi, vennero installate le vetrate ideate da Max Ingrand. La facciata dell'edificio venne rifatta nel 1990 da Carlier. In tale frangente, lo stile adottato si distaccò dal neogotico.